# Stanisław Komaszewski
Stanisław Komaszewski (ur. 12 listopada 1906 w Nadułkach k. Płocka, zm. 24 stycznia 1945 w Mannheim-Sandhofen) – polski artysta rzeźbiarz.

## Życiorys
Urodził się w rodzinie Władysława i Leontyny z Plebańskich. W 1929 rozpoczął studia w Szkole Sztuk Pięknych w Warszawie, jego wykładowcami byli m.in. Tadeusz Breyer, Władysław Skoczylas i Bohdan Pniewski. Już na pierwszym roku studiów przyłączył się do stowarzyszenia Forma. Od 1933 przez dwa lata pełnił funkcję gospodarza pracowni u Tadeusza Breyera. Studia ukończył w 1935, wtedy też wziął udział w odbywającej się w Berlinie międzynarodowej wystawie sztuki. Od 1936 należał do Bloku Związku Artystów Plastyków, Związku Zawodowego Artystów Rzeźbiarzy. Wystawiał swoje prace zarówno w kraju (IPS, Resursa Obywatelska), jak i za granicą. Brał udział w międzynarodowych wystawach w Paryżu w 1937, Wenecji w 1938 i Nowym Jorku w 1939. Brał udział w tajnym nauczaniu, a w 1944 w powstaniu warszawskim. Już w pierwszych dniach został schwytany i uwięziony, a następnie po przejściu selekcji razem z innymi młodymi mężczyznami przetransportowany do obozu w Dachau. Stamtąd w grupie 1060 więźniów został skierowany do podobozu pracy przymusowej Natzweiler-Struthof w Mannheim-Sandhofen, gdzie więźniowie pracowali w morderczych warunkach w fabryce Daimler-Benz. Tam zmarł w wieku 38 lat.
Był utalentowanym twórcą, który zasłynął, jako animalista tzn. tworzył rzeźby zwierząt. Ponadto zajmował się rzeźbą portretową i figuralną. Był twórcą projektów pomników nagrobnych na Starych Powązkach i płaskorzeźb m.in. na „Domu Wedla” przy ul. Puławskiej 26 i 28 w Warszawie i w pokojach reprezentacyjnych gmachu Ministerstwa Wyznań Religijnych i Oświecenia Publicznego. Był też twórcą pomnika ustawionego w 1940 na ówczesnym Cmentarzu Obrońców Warszawy. Większość dzieł Stanisława Komaszewskiego została zniszczona podczas powstania warszawskiego.
Od 22 sierpnia 1936 był mężem Jadwigi Kowieskiej.